# قلعه گراش
قلعهٔ گراش که به نام همایون‌دژ هم شناخته می‌شود، مربوط به دوران‌های تاریخی پیش از اسلام است و در شهرستان گراش، بلندترین نقطه کوه مشرف به شهر گراش واقع شده و این اثر در تاریخ ۲ آبان ۱۳۸۲ با شمارهٔ ثبت ۱۰۵۰۲ به‌عنوان یکی از آثار ملی ایران به ثبت رسیده‌است.
این قلعه مربوط به عصر شاه زندو و پیش از آن است امیر محی‌الدین از طرف سید عفیف الدین شاه زندو مأمور فتح این قلعه شده با دلاوری بر آن چیرگی می‌یابد این دژ تاریخی در ادوار مختلف مرکز حکومت بود و در این اواخر در درگیری نیروهای رضاشاه پهلوی با زادان خان گراشی بناهای آن به وسیله هواپیما بمباران شده آثارش از بین می‌رود. این قلعه که در حال حاضر، فقط مخروبه‌های آن باقی است. بر روی تل بزرگی به ارتفاع ۱۰۷۰ متری، از سطح دریا، بنام «کلات» قرار دارد که شهر گرداگرد آن، توسعه یافته‌است. این قلعه نظامی، یکی از نقاط مهم منطقه بوده که ساخت آن، مربوط به دوره‌های مختلف تاریخی بوده‌است و در زمان حکومت فتحعلی‌خان گراشی، بیگلربیگی لارستان و بنادر (متوفی ۱۳۱۲ ه‍.ق) در درگیری خان گراش با قشون دولتی، تخریب شده‌است. علأالدوله در تاریخ لارستان می‌نویسد: این قطعه، دارای سه قلعه فوق هم بوده که قلعه‌اول محل سکونت مردم قریه گراش بوده و قلعه دوم، محل تفنگچیان و مستحفظین قلعه و قلعه سوم آن محل سکونت حاکم گراش و خانواده‌اش بوده‌است این قلعه دارای (هشتاد) آب‌انبار، مسجد، حمام، عمارت عالیه، مأمن و پناهگاه مردم لارستان بوده که در زمان رضاشاه، آن قلعه خراب گردیده‌است. قلعه شامل: چند باب خانه، مسجد، حمام- در قسمت غربی نارنج قلعه با کاشی‌های لاجوردی لوزی شکل به ابعاد ۱×۹ و ۲×۹ سانتیمتر، زندان و چندین آب‌انبار (برکه) ساروجی است. در سمت شمالی قطعه خانه‌ای بزرگ که به حاکم وقت تعلق داشته و به نارنج قلعه موسوم بوده با دو برج دیده‌بانی در قسمت شمالی و اطاقهای آینه کاری درقسمت شرقی بنا وجود داشته در سمت جنوبی قطعه، بالای در ورودی، برجی بنام «برج بارگاه» نیز وجود داشته.
همچنین از سال ۱۳۸۱، پنج شهید گمنام در این محوطهٔ تاریخی دفن شده‌اند.

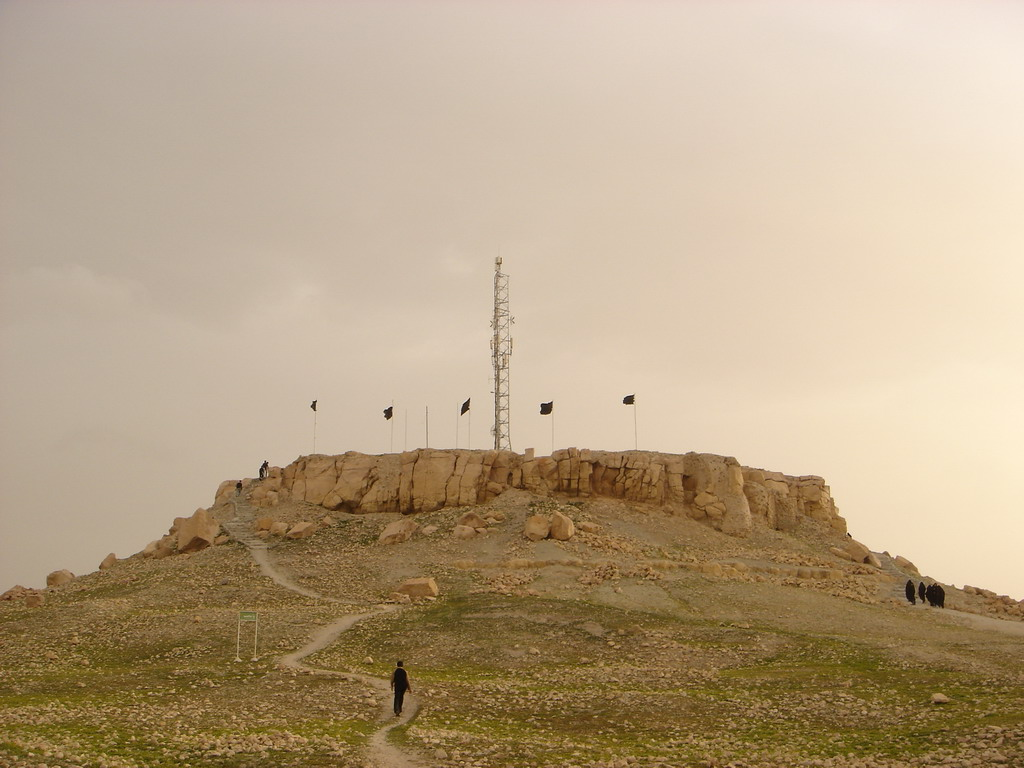
نمایی از قلعهٔ گراش